# Jaskinia Drienka
Jaskinia Drienka (słow. Jaskyňa Drienka) – jaskinia krasowa w Górach Bystrzyckich (słow. Bystrická vrchovina), na terenie wsi Slovenská Ľupča w środkowej Słowacji. Z długością korytarzy 50 m jest największą jaskinią na terenie tej wsi.

## Położenie
Leży w południowej części obszaru administracyjnego wsi Slovenská Ľupča w powiecie Bańska Bystrzyca, w kraju bańskobystrzyckim. Znajduje się ok. 3 km na pd. wsch. od centrum tej miejscowości, na terenie zwanym Pôlč. Jest to krasowa, płytka bezodpływowa depresja – stare, niewielkie polje, długie na ok. 2 km i szerokie do 1,2 km, w którego dnie znajduje się kilka lejkowatych ponorów, odprowadzających wody opadowe do wnętrza górotworu.

## Charakterystyka
Drienka jest starą jaskinią: w jej wnętrzu występują charakterystyczne nanosy wodne czerwonawej gleby terra rossa, która powstawała w warunkach ciepłego i wilgotnego, subtropikalnego klimatu jeszcze w trzeciorzędzie. W jaskini znaleziono archeologiczne artefakty z epoki brązu. W okresie zimowym znajduje tu schronienie kilka gatunków nietoperzy, m.in. mopek zachodni.

## Turystyka
Jaskinia nie jest dostępna do zwiedzania.